# Flughafen Mataveri

i7
i11
i13
Der Internationale Flughafen Mataveri (ICAO-Code: SCIP, IATA-Code: IPC, Spanisch: Aeropuerto Internacional Mataveri) ist der internationale Flughafen der Osterinsel, welche zu Chile gehört. Der Flughafen spielt heute eine wichtige Rolle für den Tourismus, denn es gibt quasi keine andere Möglichkeit, die abgelegene Insel zu erreichen.

## Lage
Der Flughafen befindet sich im südlichen Zentrum des Hauptortes Hanga Roa und rund 3760 km westlich der chilenischen Hauptstadt Santiago de Chile. Der nächstgelegene Flughafen ist der Totegegie Airport auf den Gambierinseln, welche zu Französisch-Polynesien gehören. Er befindet sich rund 2608 km westlich von Hanga Roa. Durch die extrem abgeschiedene Lage wurde auf der Osterinsel erst spät mit dem Bau eines Flughafens begonnen.
Die Landebahn verläuft von der Küste im südlichen Zentrum von Hanga Roa rund 3300 m bis an die Ostküste der Insel.

## Geschichte

### Die Anfänge des Flugverkehrs auf die Osterinsel
Der Flugverkehr auf der Osterinsel entwickelte sich ab der Mitte des 20. Jahrhunderts. Davor war die Insel nur per Schiff zu erreichen. Im Jahr 1951 steuerte das erste Flugzeug, ein Wasserflugzeug, welches eigens für diesen Flug umgebaut wurde, die Insel an. Es landete auf einem breiten Weg. Für den 19 Stunden und 22 Minuten dauernden Flug wurde das Flugzeugs eigens mit dem Namen „Manu Tara“ („Vogel des Glücks“) getauft. Zum Erstflug startete es in der chilenischen Stadt La Serena. Die damalige Crew bestand aus 9 Personen, unter ihnen Pilot Roberto Parragué Singer und Major Horacio Barrientos Jofré. Sie trugen die Verantwortung für die abenteuerliche Reise. Beim Rückflug kam es zu einem Unfall und das Flugzeug landete aufgrund der unebenen Piste im Meer. Da der Flug ohne Genehmigung der chilenischen Luftwaffe durchgeführt wurde, kam es zur Degradierung und Strafversetzung des Piloten.

### Die erste Landebahn
Der Bau der ersten Landebahn auf der Osterinsel wurde 1964 von 80 US-amerikanischen Bauarbeitern vorbereitet und im folgenden Jahr durch chilenische Firmen fertiggestellt. Diese bekamen Unterstützung durch die USA, da diese als strategisch wichtigen Punkt eine Landebahn im Pazifik benötigten, um die Atomversuche auf dem Muroroa-Atoll besser koordinieren zu können. In den kommenden zwei Jahren landeten auf der Osterinsel allerdings nur chilenische Militärmaschinen. Doch der Bau der Landebahn sorgte nicht bei jedem für Freude. Die Insulaner werfen den Errichtern bis heute vor, beim Bau eine Siedlung und die Zeremonie-Anlage „Ahu Mahave“ zerstört zu haben.

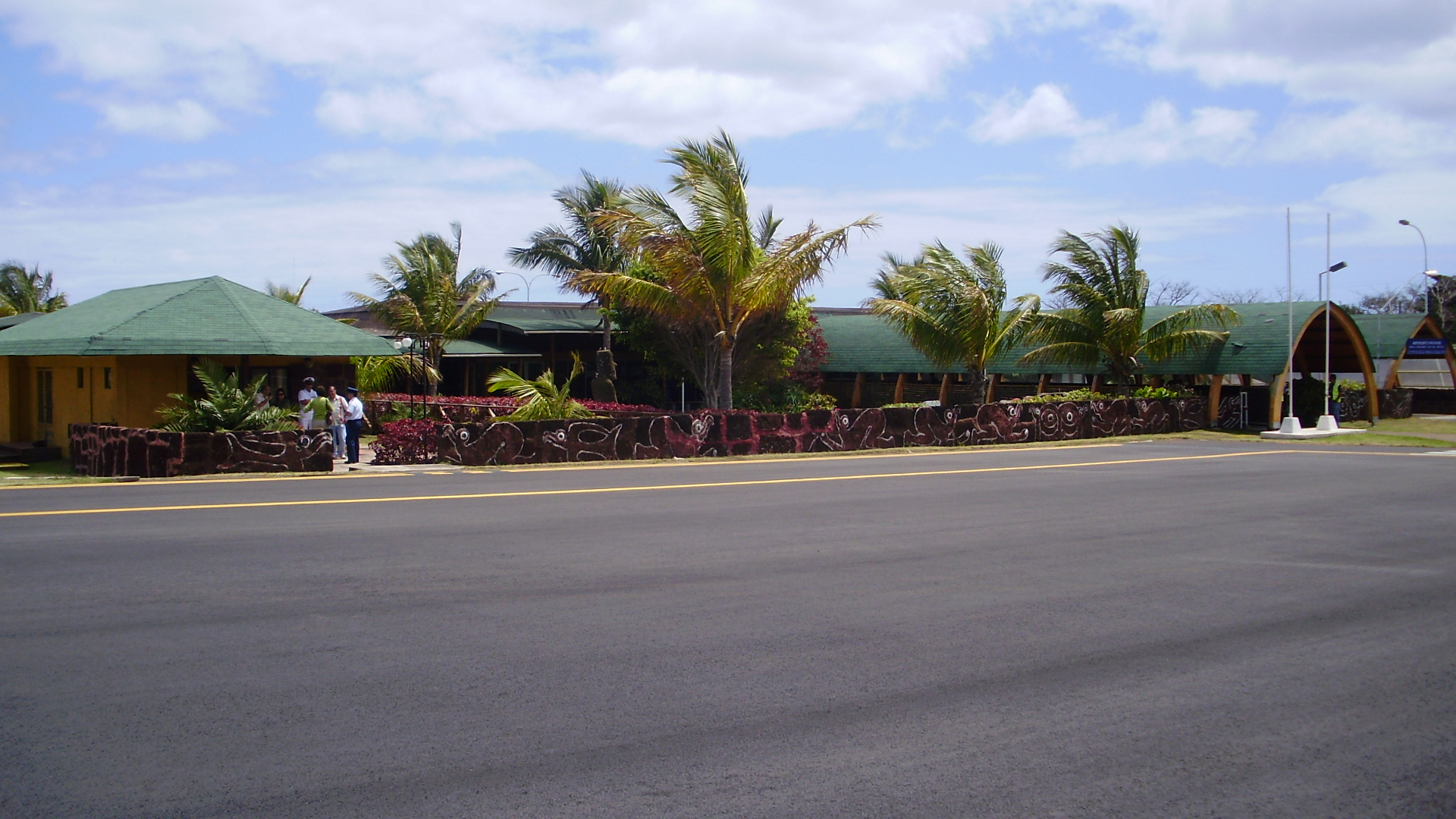
Das Empfangsgebäude des heutigen Flughafens ist der geringen Anzahl an Flügen angepasst.

### Der erste Flughafen
Der Flughafen Mataveri wurde 1967 fertiggestellt, sodass in diesem Jahr auch der Passagierflugverkehr mit DC-6-Maschinen beginnen konnte. Die Flugzeuge erreichten die Osterinsel in rund neun Stunden von Santiago de Chile. Der chilenische Staatschef Salvador Allende verbot den Amerikanern 1970 die Nutzung des Flughafens. Ab 1971 bot die chilenische Fluggesellschaft LAN (heute: LATAM) erste Linienflüge von Santiago de Chile über den Flughafen Mataveri bis nach Französisch-Polynesien an, welche ab 1974 von Strahlflugzeugen durchgeführt wurden. Die Flugstrecke von der Osterinsel nach Tahiti wurde im Jahr 2020 von der Fluggesellschaft Latam eingestellt. Nachdem die Nutzungserlaubnis für die US-Amerikaner in den 1980er Jahren wieder erteilt wurde, plante die NASA den Flughafen als Notlandebahn für das Space Shuttle bei Starts von der Vandenberg Air Force Base in Kalifornien, zu denen es allerdings nie kam. Nachdem ab dem Jahr 1986 auch Großraumflugzeuge den Flughafen ansteuern können, steigen die Zahlen des Tourismus auf der Insel und die Versorgung wurde stabilisiert.

## Fluggesellschaften und Ziele
Die chilenische Fluggesellschaft LATAM ist die einzige, welche den Flughafen im regulären Linienbetrieb ansteuert. Sie verbindet den Flughafen Mataveri mindestens einmal täglich mit Santiago de Chile (SCL). Dafür nutzt sie zumeist Flugzeuge des Typs Boeing 787-9, den sogenannten Dreamliner.